# Großer Preis von San Marino 1988
Der Große Preis von San Marino 1988 (offiziell VIII Gran Premio di San Marino) fand am 1. Mai auf dem Autodromo Dino Ferrari in Imola statt und war das zweite Rennen der Formel-1-Weltmeisterschaft 1988.

## Berichte

### Hintergrund
Zum zweiten WM-Lauf des Jahres traten dieselben Piloten an, die bereits den Saisonauftakt in Brasilien bestritten hatten.
Die Teams AGS, Osella und die Scuderia Italia brachten jeweils ein neues Fahrzeug an den Start.

### Training
Nicola Larini wurde wegen eines nicht regelkonformen Fahrzeugs vom Rennwochenende ausgeschlossen. Da somit exakt 30 Piloten am Training teilnahmen, konnte auf eine Vorqualifikation verzichtet werden.
Der Kampf um die Pole-Position war ein Duell zwischen den beiden McLaren-Piloten Ayrton Senna und Alain Prost, das der Brasilianer mit einer um rund acht Zehntelsekunden kürzeren Rundenzeit für sich entschied. Der Zeitabstand zum Drittplatzierten Nelson Piquet betrug bereits rund 3,3 Sekunden. Alessandro Nannini qualifizierte sich für den vierten Startplatz vor Gerhard Berger und Riccardo Patrese, die die dritte Startreihe bildeten.

### Rennen
Michele Alboreto musste aus der Boxengasse starten, nachdem sein Motor nicht rechtzeitig zu Beginn der Einführungsrunde angesprungen war.
Während Prosts Motor beim Start fast auszugehen drohte, gelang Senna ein perfekter Start. Er behielt die Führung daraufhin bis ins Ziel.
Prost, der zunächst auf den sechsten Rang hinter Piquet, Patrese, Nannini und Berger zurückgefallen war, kämpfte sich bis zur achten Runde wieder bis auf den zweiten Platz nach vorn. Die McLaren-Piloten erzielten einen unangefochtenen Doppelsieg. Piquet wurde Dritter. Den vierten Platz erreichte Thierry Boutsen vor Berger und Nannini.

## Meldeliste
| Team                           | Nr. | Fahrer             | Chassis           | Motor                    | Reifen |
| ------------------------------ | --- | ------------------ | ----------------- | ------------------------ | ------ |
| Camel Team Lotus Honda         | 01  | Nelson Piquet      | Lotus 100T        | Honda RA168E 1.5 V6t     | G      |
| Camel Team Lotus Honda         | 02  | Satoru Nakajima    | Lotus 100T        | Honda RA168E 1.5 V6t     | G      |
| Tyrrell Racing Organisation    | 03  | Jonathan Palmer    | Tyrrell 017       | Ford Cosworth DFZ 3.5 V8 | G      |
| Tyrrell Racing Organisation    | 04  | Julian Bailey      | Tyrrell 017       | Ford Cosworth DFZ 3.5 V8 | G      |
| Canon Williams Team            | 05  | Nigel Mansell      | Williams FW12     | Judd CV 3.5 V8           | G      |
| Canon Williams Team            | 06  | Riccardo Patrese   | Williams FW12     | Judd CV 3.5 V8           | G      |
| West Zakspeed Racing           | 09  | Piercarlo Ghinzani | Zakspeed 881      | Zakspeed 1500/4 1.5 L4t  | G      |
| West Zakspeed Racing           | 10  | Bernd Schneider    | Zakspeed 881      | Zakspeed 1500/4 1.5 L4t  | G      |
| Honda Marlboro McLaren         | 11  | Alain Prost        | McLaren MP4/4     | Honda RA168E 1.5 V6t     | G      |
| Honda Marlboro McLaren         | 12  | Ayrton Senna       | McLaren MP4/4     | Honda RA168E 1.5 V6t     | G      |
| AGS Racing                     | 14  | Philippe Streiff   | AGS JH23          | Ford Cosworth DFZ 3.5 V8 | G      |
| Leyton House March Racing Team | 15  | Maurício Gugelmin  | March 881         | Judd CV 3.5 V8           | G      |
| Leyton House March Racing Team | 16  | Ivan Capelli       | March 881         | Judd CV 3.5 V8           | G      |
| USF&G Arrows Megatron          | 17  | Derek Warwick      | Arrows A10B       | Megatron M12/13 1.5 L4t  | G      |
| USF&G Arrows Megatron          | 18  | Eddie Cheever      | Arrows A10B       | Megatron M12/13 1.5 L4t  | G      |
| Benetton Formula Ltd           | 19  | Alessandro Nannini | Benetton B188     | Ford Cosworth DFR 3.5 V8 | G      |
| Benetton Formula Ltd           | 20  | Thierry Boutsen    | Benetton B188     | Ford Cosworth DFR 3.5 V8 | G      |
| Osella Squadra Corse           | 21  | Nicola Larini      | Osella FA1L       | Osella 890T 1.5 V8t      | G      |
| Rial Racing                    | 22  | Andrea de Cesaris  | Rial ARC1         | Ford Cosworth DFZ 3.5 V8 | G      |
| Lois Minardi Team              | 23  | Adrián Campos      | Minardi M188      | Ford Cosworth DFZ 3.5 V8 | G      |
| Lois Minardi Team              | 24  | Luis Pérez-Sala    | Minardi M188      | Ford Cosworth DFZ 3.5 V8 | G      |
| Ligier Loto                    | 25  | René Arnoux        | Ligier JS31       | Judd CV 3.5 V8           | G      |
| Ligier Loto                    | 26  | Stefan Johansson   | Ligier JS31       | Judd CV 3.5 V8           | G      |
| Scuderia Ferrari SpA SEFAC     | 27  | Michele Alboreto   | Ferrari F1-87/88C | Ferrari 033E 1.5 V6t     | G      |
| Scuderia Ferrari SpA SEFAC     | 28  | Gerhard Berger     | Ferrari F1-87/88C | Ferrari 033E 1.5 V6t     | G      |
| Larrousse Calmels              | 29  | Yannick Dalmas     | Lola LC88         | Ford Cosworth DFZ 3.5 V8 | G      |
| Larrousse Calmels              | 30  | Philippe Alliot    | Lola LC88         | Ford Cosworth DFZ 3.5 V8 | G      |
| Coloni SpA                     | 31  | Gabriele Tarquini  | Coloni FC188      | Ford Cosworth DFZ 3.5 V8 | G      |
| EuroBrun Racing                | 32  | Oscar Larrauri     | EuroBrun ER188    | Ford Cosworth DFZ 3.5 V8 | G      |
| EuroBrun Racing                | 33  | Stefano Modena     | EuroBrun ER188    | Ford Cosworth DFZ 3.5 V8 | G      |
| BMS Scuderia Italia            | 36  | Alex Caffi         | Dallara F188      | Ford Cosworth DFZ 3.5 V8 | G      |

## Klassifikationen

### Qualifying
| Pos. | Fahrer             | Konstrukteur    | 1. Qualifikationstraining | 1. Qualifikationstraining | 2. Qualifikationstraining | 2. Qualifikationstraining | Start |
| Pos. | Fahrer             | Konstrukteur    | Zeit                      | Ø-Geschwindigkeit         | Zeit                      | Ø-Geschwindigkeit         | Start |
| ---- | ------------------ | --------------- | ------------------------- | ------------------------- | ------------------------- | ------------------------- | ----- |
| 01   | Ayrton Senna       | McLaren-Honda   | 1:41,597                  | 178,588 km/h              | 1:27,148                  | 208,198 km/h              | 01    |
| 02   | Alain Prost        | McLaren-Honda   | 1:41,278                  | 179,150 km/h              | 1:27,919                  | 206,372 km/h              | 02    |
| 03   | Nelson Piquet      | Lotus-Honda     | 1:44,806                  | 173,120 km/h              | 1:30,500                  | 200,486 km/h              | 03    |
| 04   | Alessandro Nannini | Benetton-Ford   | 1:45,090                  | 172,652 km/h              | 1:30,590                  | 200,287 km/h              | 04    |
| 05   | Gerhard Berger     | Ferrari         | 1:43,394                  | 175,484 km/h              | 1:30,683                  | 200,082 km/h              | 05    |
| 06   | Riccardo Patrese   | Williams-Judd   | 1:45,673                  | 171,699 km/h              | 1:30,952                  | 199,490 km/h              | 06    |
| 07   | Eddie Cheever      | Arrows-Megatron | 1:48,399                  | 167,382 km/h              | 1:31,300                  | 198,729 km/h              | 07    |
| 08   | Thierry Boutsen    | Benetton-Ford   | keine Zeit                | –                         | 1:31,414                  | 198,482 km/h              | 08    |
| 09   | Ivan Capelli       | March-Judd      | 1:47,518                  | 168,753 km/h              | 1:31,519                  | 198,254 km/h              | 09    |
| 10   | Michele Alboreto   | Ferrari         | 1:45,982                  | 171,199 km/h              | 1:31,520                  | 198,252 km/h              | 10    |
| 11   | Nigel Mansell      | Williams-Judd   | 1:45,616                  | 171,792 km/h              | 1:31,635                  | 198,003 km/h              | 11    |
| 12   | Satoru Nakajima    | Lotus-Honda     | 1:47,399                  | 168,940 km/h              | 1:31,647                  | 197,977 km/h              | 12    |
| 13   | Philippe Streiff   | AGS-Ford        | 1:47,465                  | 168,836 km/h              | 1:32,013                  | 197,190 km/h              | 13    |
| 14   | Derek Warwick      | Arrows-Megatron | 1:49,081                  | 166,335 km/h              | 1:32,483                  | 196,187 km/h              | 14    |
| 15   | Philippe Alliot    | Lola-Ford       | 1:47,215                  | 169,230 km/h              | 1:32,712                  | 195,703 km/h              | 15    |
| 16   | Andrea de Cesaris  | Rial-Ford       | keine Zeit                | –                         | 1:33,037                  | 195,019 km/h              | 16    |
| 17   | Gabriele Tarquini  | Coloni-Ford     | 1:48,146                  | 167,773 km/h              | 1:33,236                  | 194,603 km/h              | 17    |
| 18   | Luis Pérez-Sala    | Minardi-Ford    | 1:49,211                  | 166,137 km/h              | 1:33,239                  | 194,597 km/h              | 18    |
| 19   | Yannick Dalmas     | Lola-Ford       | 1:46,062                  | 171,070 km/h              | 1:33,374                  | 194,315 km/h              | 19    |
| 20   | Maurício Gugelmin  | March-Judd      | 1:49,306                  | 165,993 km/h              | 1:33,448                  | 194,161 km/h              | 20    |
| 21   | Julian Bailey      | Tyrrell-Ford    | 2:12,385                  | 137,055 km/h              | 1:33,874                  | 193,280 km/h              | 21    |
| 22   | Adrián Campos      | Minardi-Ford    | 1:49,012                  | 166,440 km/h              | 1:33,903                  | 193,221 km/h              | 22    |
| 23   | Jonathan Palmer    | Tyrrell-Ford    | 1:47,265                  | 169,151 km/h              | 1:33,972                  | 193,079 km/h              | 23    |
| 24   | Alex Caffi         | Dallara-Ford    | 1:48,156                  | 167,758 km/h              | 1:34,204                  | 192,603 km/h              | 24    |
| 25   | Piercarlo Ghinzani | Zakspeed        | 1:48,463                  | 167,283 km/h              | 1:34,567                  | 191,864 km/h              | 25    |
| 26   | Stefano Modena     | EuroBrun-Ford   | 1:48,466                  | 167,278 km/h              | 1:34,782                  | 191,429 km/h              | 26    |
| DNQ  | Oscar Larrauri     | EuroBrun-Ford   | 1:54,566                  | 158,372 km/h              | 1:35,077                  | 190,835 km/h              | –     |
| DNQ  | Stefan Johansson   | Ligier-Judd     | 1:48,633                  | 167,021 km/h              | 1:35,654                  | 189,684 km/h              | –     |
| DNQ  | René Arnoux        | Ligier-Judd     | 1:49,054                  | 166,376 km/h              | 1:36,123                  | 188,758 km/h              | –     |
| DNQ  | Bernd Schneider    | Zakspeed        | 1:51,498                  | 162,729 km/h              | 1:36,218                  | 188,572 km/h              | –     |
| DSQ  | Nicola Larini      | Osella          | keine Zeit                | –                         | keine Zeit                | –                         | –     |

### Rennen
| Pos. | Fahrer             | Konstrukteur    | Runden | Stopps | Zeit        | Start | Schnellste Runde |
| ---- | ------------------ | --------------- | ------ | ------ | ----------- | ----- | ---------------- |
| 01   | Ayrton Senna       | McLaren-Honda   | 60     | 0      | 1:32:41,264 | 01    | 1:29,815         |
| 02   | Alain Prost        | McLaren-Honda   | 60     | 0      | + 2,334     | 02    | 1:29,685         |
| 03   | Nelson Piquet      | Lotus-Honda     | 59     | 0      | + 1 Runde   | 03    | 1:32,414         |
| 04   | Thierry Boutsen    | Benetton-Ford   | 59     | 0      | + 1 Runde   | 08    | 1:32,317         |
| 05   | Gerhard Berger     | Ferrari         | 59     | 0      | + 1 Runde   | 05    | 1:31,394         |
| 06   | Alessandro Nannini | Benetton-Ford   | 59     | 0      | + 1 Runde   | 04    | 1:32,034         |
| 07   | Eddie Cheever      | Arrows-Megatron | 59     | 0      | + 1 Runde   | 07    | 1:32,017         |
| 08   | Satoru Nakajima    | Lotus-Honda     | 59     | 0      | + 1 Runde   | 12    | 1:33,209         |
| 09   | Derek Warwick      | Arrows-Megatron | 58     | 0      | + 2 Runden  | 14    | 1:34,056         |
| 10   | Philippe Streiff   | AGS-Ford        | 58     | 0      | + 2 Runden  | 13    | 1:34,226         |
| 11   | Luis Pérez-Sala    | Minardi-Ford    | 58     | 0      | + 2 Runden  | 18    | 1:34,014         |
| 12   | Yannick Dalmas     | Lola-Ford       | 58     | 0      | + 2 Runden  | 19    | 1:33,623         |
| 13   | Riccardo Patrese   | Williams-Judd   | 58     | 0      | + 2 Runden  | 06    | 1:32,758         |
| 14   | Jonathan Palmer    | Tyrrell-Ford    | 58     | 0      | + 2 Runden  | 23    | 1:33,660         |
| 15   | Maurício Gugelmin  | March-Judd      | 58     | 0      | + 2 Runden  | 20    | 1:33,980         |
| 16   | Adrián Campos      | Minardi-Ford    | 57     | 0      | + 3 Runden  | 22    | 1:35,708         |
| 17   | Philippe Alliot    | Lola-Ford       | 57     | 0      | + 3 Runden  | 15    | 1:32,863         |
| 18   | Michele Alboreto   | Ferrari         | 54     | 0      | DNF         | 10    | 1:31,864         |
| –    | Stefano Modena     | EuroBrun-Ford   | 52     | 0      | NC          | 26    | 1:33,214         |
| –    | Julian Bailey      | Tyrrell-Ford    | 48     | 0      | DNF         | 21    | 1:35,288         |
| –    | Nigel Mansell      | Williams-Judd   | 42     | 0      | DNF         | 11    | 1:32,372         |
| –    | Gabriele Tarquini  | Coloni-Ford     | 40     | 0      | DNF         | 17    | 1:35,395         |
| –    | Alex Caffi         | Dallara-Ford    | 18     | 0      | DNF         | 24    | 1:36,285         |
| –    | Piercarlo Ghinzani | Zakspeed        | 16     | 0      | DNF         | 25    | 1:36,122         |
| –    | Ivan Capelli       | March-Judd      | 2      | 0      | DNF         | 09    | 1:37,842         |
| –    | Andrea de Cesaris  | Rial-Ford       | 0      | 0      | DNF         | 16    | –                |

## WM-Stände nach dem Rennen
Die ersten sechs des Rennens bekamen 9, 6, 4, 3, 2 bzw. 1 Punkt(e). In der Fahrerwertung wurden die besten elf Resultate, in der Konstrukteurswertung alle Resultate gewertet.

### Fahrerwertung
| Pos. | Fahrer             | Konstrukteur    | Punkte |
| ---- | ------------------ | --------------- | ------ |
| 01   | Alain Prost        | McLaren-Honda   | 15     |
| 02   | Ayrton Senna       | McLaren-Honda   | 9      |
| 03   | Gerhard Berger     | Ferrari         | 8      |
| 04   | Nelson Piquet      | Lotus-Honda     | 8      |
| 05   | Derek Warwick      | Arrows-Megatron | 3      |
| 06   | Thierry Boutsen    | Benetton-Ford   | 3      |
| 07   | Michele Alboreto   | Ferrari         | 2      |
| 08   | Satoru Nakajima    | Lotus-Honda     | 1      |
| 09   | Alessandro Nannini | Benetton-Ford   | 1      |
| 10   | Eddie Cheever      | Arrows-Megatron | 0      |
| 11   | Stefan Johansson   | Ligier-Judd     | 0      |
| 12   | Philippe Streiff   | AGS-Ford        | 0      |
| 13   | Luis Pérez-Sala    | Minardi-Ford    | 0      |
| 14   | Yannick Dalmas     | Lola-Ford       | 0      |
| 15   | Riccardo Patrese   | Williams-Judd   | 0      |

| Pos. | Fahrer             | Konstrukteur  | Punkte |
| ---- | ------------------ | ------------- | ------ |
| 16   | Jonathan Palmer    | Tyrrell-Ford  | 0      |
| 17   | Maurício Gugelmin  | March-Judd    | 0      |
| 18   | Adrián Campos      | Minardi-Ford  | 0      |
| 19   | Philippe Alliot    | Lola-Ford     | 0      |
| –    | Andrea de Cesaris  | Rial-Ford     | 0      |
| –    | Gabriele Tarquini  | Coloni-Ford   | 0      |
| –    | René Arnoux        | Ligier-Judd   | 0      |
| –    | Stefano Modena     | EuroBrun-Ford | 0      |
| –    | Nigel Mansell      | Williams-Judd | 0      |
| –    | Ivan Capelli       | March-Judd    | 0      |
| –    | Oscar Larrauri     | EuroBrun-Ford | 0      |
| –    | Julian Bailey      | Tyrrell-Ford  | 0      |
| –    | Alex Caffi         | Dallara-Ford  | 0      |
| –    | Piercarlo Ghinzani | Zakspeed      | 0      |

### Konstrukteurswertung
| Pos. | Konstrukteur    | Punkte |
| ---- | --------------- | ------ |
| 01   | McLaren-Honda   | 24     |
| 02   | Ferrari         | 10     |
| 03   | Lotus-Honda     | 9      |
| 04   | Benetton-Ford   | 4      |
| 05   | Arrows-Megatron | 3      |
| 06   | Ligier-Judd     | 0      |
| 07   | AGS-Ford        | 0      |
| 08   | Minardi-Ford    | 0      |
| 09   | Lola-Ford       | 0      |

| Pos. | Konstrukteur  | Punkte |
| ---- | ------------- | ------ |
| 10   | Williams-Judd | 0      |
| 11   | Tyrrell-Ford  | 0      |
| 12   | March-Judd    | 0      |
| –    | Rial-Ford     | 0      |
| –    | Coloni-Ford   | 0      |
| –    | EuroBrun-Ford | 0      |
| –    | Dallara-Ford  | 0      |
| –    | Zakspeed      | 0      |